# Patrickson Delgado
Patrickson Luiggy Delgado Villa (Ibarra, Ecuador, 17 de octubre de 2003) es un futbolista ecuatoriano que juega como centrocampista en el Football Club Dallas de la Major League Soccer de Estados Unidos.

## Trayectoria
Antes del segundo semestre de 2021-22, fue enviado a préstamo al Jong Ajax. El 11 de marzo de 2022, debutó con el Jong Ajax durante un empate 3-3 con el FC Dordrecht.
En julio de 2023 regresó a Independiente del Valle tras finalizar su cesión en el equipo neerlandés, fue inscrito para disputar la segunda fase del torneo ecuatoriano y la Copa Libertadores.
En la temporada 2024 fue cedido por un año con opción a compra al Football Club Dallas de la Major League Soccer de Estados Unidos, tras finalizar el campeonato el club hizo efectiva la transferencia, firmando un contrato por tres años con opción a uno más, se hizo oficial el 10 de enero de 2025.

## Selección nacional

### Categorías inferiores
Representó a Ecuador en la Copa Mundial de Fútbol Sub-17 de 2019. Fue convocado con la Selección absoluta de Ecuador en septiembre de 2022 para la doble fecha FIFA para enfrentar a Arabia Saudita y Japón.
El 5 de enero de 2023 se anunció su convocatoria para disputar el Campeonato Sudamericano Sub-20 en Colombia.

#### Participaciones en Sudamericanos
| Campeonato                  | Sede     | Resultado    | Partidos | Goles |
| --------------------------- | -------- | ------------ | -------- | ----- |
| Sudamericano Sub-17 de 2019 | Perú     | Cuarto lugar | 7        | 0     |
| Sudamericano Sub-20 de 2023 | Colombia | Cuarto lugar | 7        | 0     |

#### Participaciones en Copas del Mundo
| Campeonato                  | Sede   | Resultado        | Partidos | Goles |
| --------------------------- | ------ | ---------------- | -------- | ----- |
| Copa Mundial Sub-17 de 2019 | Brasil | Octavos de final | 2        | 0     |

### Selección absoluta
Fue convocado por Sebastián Beccacece a la selección absoluta para disputar la doble fecha de las eliminatorias para el Mundial de Canadá, Estados Unidos y México 2026 de septiembre de 2024 ante Brasil y Perú.

#### Participaciones en eliminatorias mundialistas
| Mundial            | Sede            | Resultado   | Partidos | Goles |
| ------------------ | --------------- | ----------- | -------- | ----- |
| Eliminatorias 2026 | América del Sur | Clasificado | 0        | 0     |

## Estadísticas

### Clubes
Actualizado al último partido disputado el 17 de agosto de 2025.
| Club                              | Div.          | Temporada     | Liga  | Liga  | Copas nacionales | Copas nacionales | Copas internacionales | Copas internacionales | Total | Total |
| Club                              | Div.          | Temporada     | Part. | Goles | Part.            | Goles            | Part.                 | Goles                 | Part. | Goles |
| --------------------------------- | ------------- | ------------- | ----- | ----- | ---------------- | ---------------- | --------------------- | --------------------- | ----- | ----- |
| Independiente Juniors · Ecuador   | 2.ª           | 2020          | 9     | 0     | —                | —                | —                     | —                     | 9     | 0     |
| Independiente Juniors · Ecuador   | 2.ª           | 2021          | 13    | 5     | —                | —                | —                     | —                     | 13    | 5     |
| Independiente Juniors · Ecuador   | Total club    | Total club    | 22    | 5     | 0                | 0                | 0                     | 0                     | 22    | 5     |
| Jong Ajax · Países Bajos          | 2.ª           | 2021-22       | 8     | 0     | —                | —                | —                     | —                     | 8     | 0     |
| Jong Ajax · Países Bajos          | 2.ª           | 2022-23       | 15    | 0     | —                | —                | —                     | —                     | 15    | 0     |
| Jong Ajax · Países Bajos          | Total club    | Total club    | 23    | 0     | 0                | 0                | 0                     | 0                     | 23    | 0     |
| Independiente del Valle · Ecuador | 1.ª           | 2023          | 6     | 0     | —                | —                | 0                     | 0                     | 6     | 0     |
| Independiente del Valle · Ecuador | Total club    | Total club    | 6     | 0     | 0                | 0                | 0                     | 0                     | 6     | 0     |
| F. C. Dallas Estados Unidos       | 1.ª           | 2024          | 23    | 4     | 2                | 1                | 0                     | 0                     | 25    | 5     |
| F. C. Dallas Estados Unidos       | 1.ª           | 2025          | 21    | 0     | —                | —                | 0                     | 0                     | 21    | 0     |
| F. C. Dallas Estados Unidos       | Total club    | Total club    | 44    | 4     | 2                | 1                | 0                     | 0                     | 46    | 5     |
| Total carrera                     | Total carrera | Total carrera | 95    | 9     | 2                | 1                | 0                     | 0                     | 97    | 10    |
| 1.                                |               |               |       |       |                  |                  |                       |                       |       |       |

### Selección
Actualizado al último partido disputado el 12 de febrero de 2023.
| Selección       | Año             | Amistosos | Amistosos | Amistosos | Continental | Continental | Continental | Mundial | Mundial | Mundial | Total | Total | Total  | Media goleadora |
| Selección       | Año             | Part.     | Goles     | Asist.    | Part.       | Goles       | Asist.      | Part.   | Goles   | Asist.  | Part. | Goles | Asist. | Media goleadora |
| --------------- | --------------- | --------- | --------- | --------- | ----------- | ----------- | ----------- | ------- | ------- | ------- | ----- | ----- | ------ | --------------- |
| Sub-17          | 2019            | —         | —         | —         | 7           | 0           | 0           | 2       | 0       | 0       | 9     | 0     | 0      | 0               |
| Sub-20          | 2022            | 2         | 0         | 0         | —           | —           | —           | —       | —       | —       | 2     | 0     | 0      | 0               |
| Sub-20          | 2023            | —         | —         | —         | 7           | 0           | 1           | —       | —       | —       | 7     | 0     | 1      | 0               |
| Sub-20          | Total           | 2         | 0         | 0         | 7           | 0           | 1           | 0       | 0       | 0       | 9     | 0     | 1      | 0               |
| Total selección | Total selección | 2         | 0         | 0         | 14          | 0           | 1           | 2       | 0       | 0       | 18    | 0     | 1      | 0               |
| 1. 2.           |                 |           |           |           |             |             |             |         |         |         |       |       |        |                 |